# Vollbart

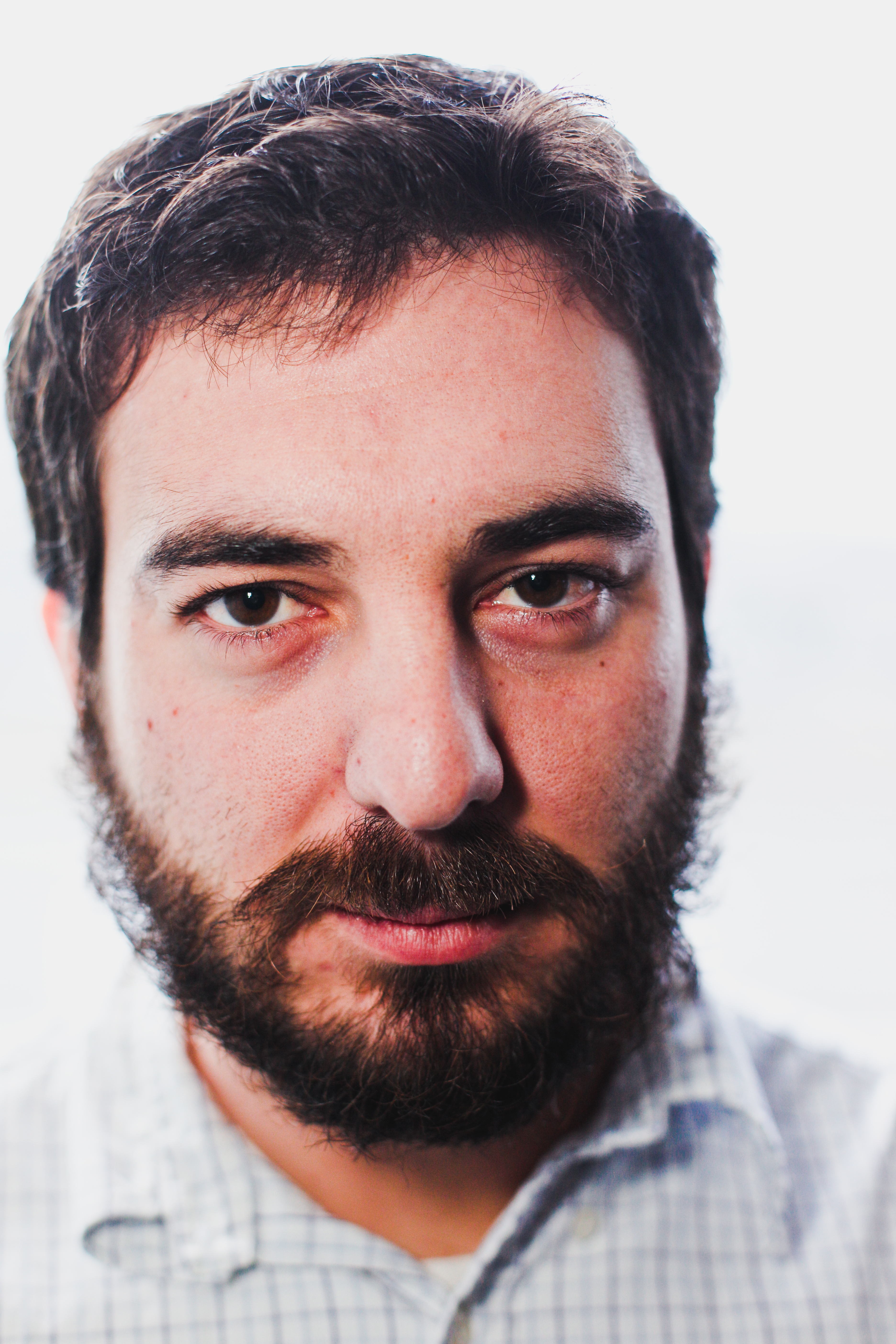
Mann mit Vollbart

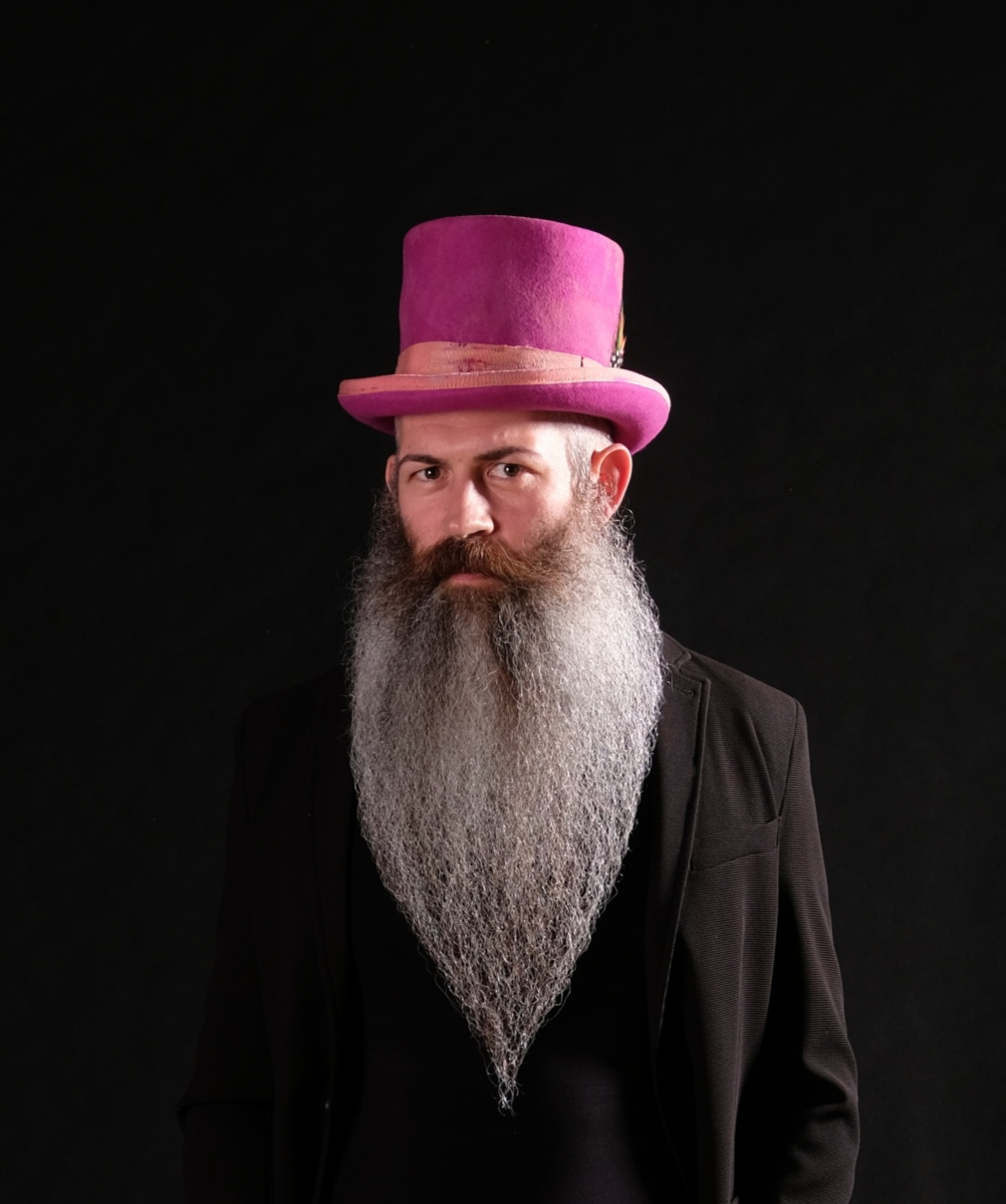
Bart-Weltmeister in der Kategorie Vollbart

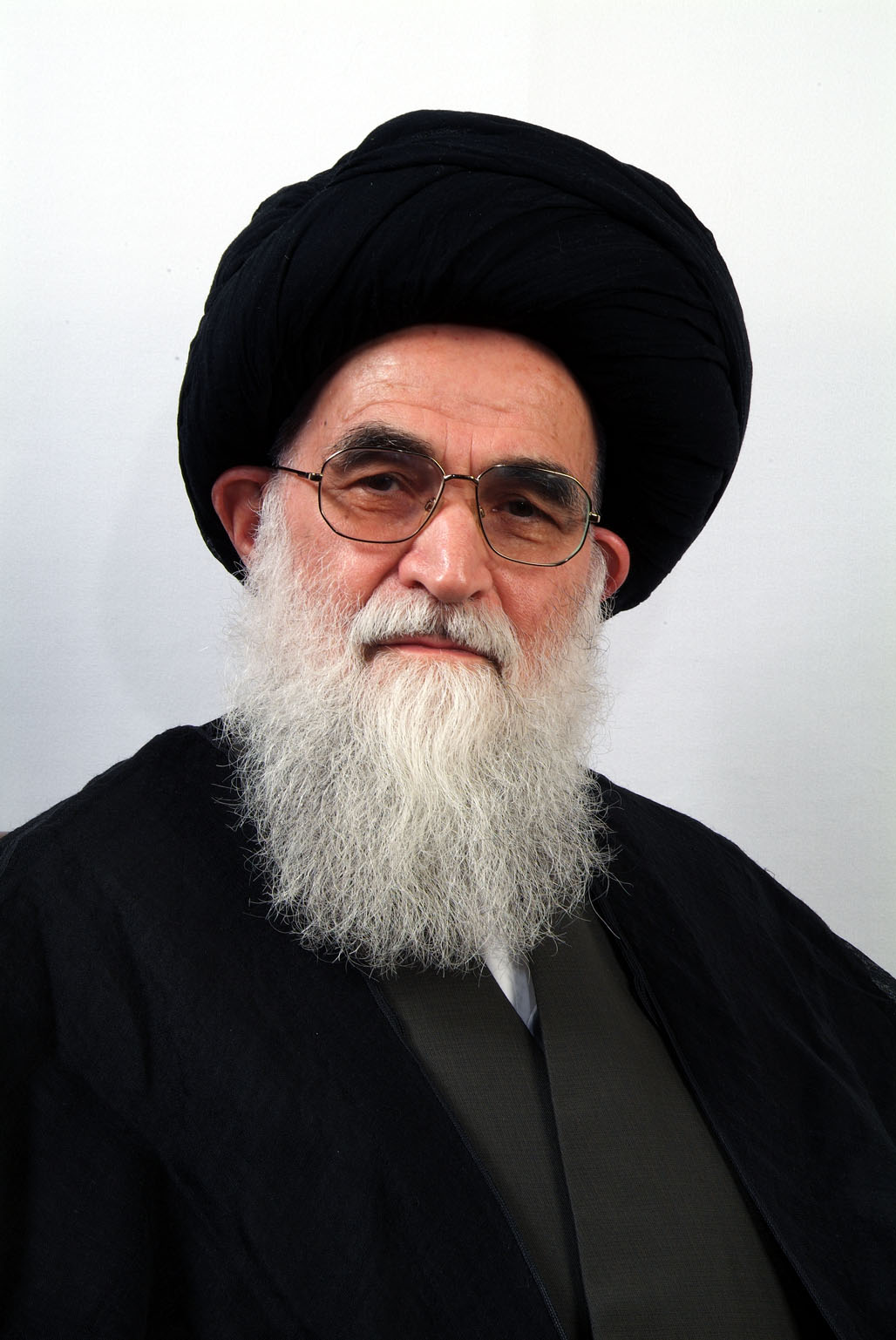
Ayatollah Rohani

Der Vollbart ist eine Form der Gesichtsbehaarung bei Männern, bei welcher der volle Bartwuchs des Gesichts gut sichtbar zur Geltung kommt. Die Bartbehaarung beginnt bei Knaben meist ab der Pubertät zu wachsen (Milchbart). Daher ist die Bartbehaarung auch ein äußeres Zeichen des Übergangs vom Knaben zum Mann und damit der geschlechtlichen Reife (sekundäres Geschlechtsmerkmal).
Der Vollbart umfasst Kinn, Oberlippe und Wangen, wobei diese Bereiche beim Vollbart zusammen eine Einheit bilden.

## Name
Johann Christoph Adelung in Grammatisch-kritisches Wörterbuch der Hochdeutschen Mundart vergleicht das deutsche Wort Bart mit barba, und noch zu Beginn des 19. Jahrhunderts werde es im Englischen als Barb und Beart verwendet. Im walisischen: Barf, und in der Form Bars und Barda auf der Krim. In slawischen Mundarten sei das t versetzt und in der Krain, Böhmen und bei den Russen würde Brada (heute russ.: борода – boroda) im selben Sinne wie Bart verwendet. Im franz.: entspricht barbe dem deutschen Wort Bart, im ital., span. und portug.: barba. Eine genaue Ableitung des Wortes Bart kann Adelung nicht angeben.

## Bartwuchs
Die Barthaare wachsen wie die Kopfhaare etwa 0,35 bis 0,5 Millimeter pro Tag (im Monat somit etwa 1,2 Zentimeter). Um einen vier- bis fünf-Zentimeter-Vollbart zu erreichen, muss ein Mann daher etwa 100 Tage warten. In einem Jahr wächst ein Vollbart etwa 15 Zentimeter.

## Bartsteuer
Die Bartsteuer war in historischer Zeit eine vom Staat von barttragenden Männern eingehobene Steuer, welche z. B. in Russland, China oder Frankreich zeitweise gegenüber Bartträgern angewendet wurde. Steuerpflichtig war das Tragen eines Bartes an sich, nicht der Bartwuchs.

## Barttragezwang
Einen Zwang zum Tragen eines Vollbarts gab es per Gesetz z. B. in Afghanistan während der ersten Taliban-Diktatur. Nach der neuerlichen Machtübernahme der Taliban in Afghanistan wurde im September 2021 in einigen Provinzen das Rasieren von Bärten wieder verboten.
In bestimmten Religionen wird das Tragen eines (Voll-)Bartes von einigen Vertretern als sittliche Pflicht angesehen, so z. B. bei einigen muslimischen Gruppierungen, teilweise in der orthodoxen Kirchen bzw. im Judentum oder im Sikhismus.

## Bart als politischer Protest
Wegen mangelnder studentischer Mitbestimmungsrechte bei der Ausarbeitung des neuen Hochschulgesetzes von Rheinland-Pfalz rief der Allgemeiner Studierendenausschuss (AStA) der Universität Mainz im Dezember 1957 zum Mainzer Bartstreik, bei dem sich die männlichen Studenten nicht mehr rasieren würden, bis die Standpunkte der Studierenden im Hochschulgesetz berücksichtigt würden. Nach längeren Diskussionen wurde ein Kompromiss gefunden und die Mitwirkung der Studierenden innerhalb der Universität wurde schlussendlich auch in Rheinland-Pfalz im Hochschulgesetz geregelt.
Der Bürgermeister der Gemeinde Lossatal im Landkreis Leipzig in Sachsen, Uwe Weigelt, befand sich seit dem 22. September 2010 für 22 Wochen im „Bartstreik“. Er wollte damit, dass er sich nicht rasierte, aufzeigen, wie lange es in Sachsen dauert, ehe vernünftige Investitionen genehmigt werden. Er sah bürokratische Hürden für den geplanten Bau des Altenpflegeheims am Kaolinsee und damit die Standortoptimierung des Hohburger Mineralfutterwerkes. Dennoch wurde das Altersheim erst sechs Jahre später gebaut.

## Schutz
Bärte sind eine natürliche Form des Kälte- und des Schutzes vor der Sonnenstrahlung. Je dichter und länger der Bart, desto besser ist dieser Schutz der Haut. Er schützt außerdem die empfindliche Kehlpartie bei kämpferischen Auseinandersetzungen vor Verletzungen.

## Variationen
Der Vollbart ist in mehreren Variationen bekannt. Dabei kann unterschieden werden in die vorhandene Wuchslänge bzw. Form: z. B.
- der Drei-Tage-Vollbart (etwa 1 bis 1,5 mm Länge) oder
- der Fünf-Tage-Vollbart (etwa 1,75 bis 2,5 mm Länge) oder
- der Zehn-Tage-Vollbart (etwa 3,5 bis 5 mm Länge).

bzw. einem speziellen Schnitt, wie z. B. der
- Rap Industry Standard (bekannter Träger (zeitweise):  Kanye West)

oder ohne erkennbaren Schnitt:
- der Holzfällerbart (auch Bandholz-Bart[14]),
- der Rauschebart (bekanntester Träger: der Weihnachtsmann),
- der Gabelbart (bei langer Wuchslänge kann sich der Bart selbst in zwei Teile spalten, bekannter Träger: Sven Gabelbart).

Bei den „ausgewachsenen“ getrimmten Vollbärten sind z. B.
- der French Fork (relativ kurzer Vollbart mit getrimmter mittiger Teilung am Kinn),
- Garibaldi-Bart (mit getrimmter runder Form, bekannter Träger: Giuseppe Garibaldi) bekannt.

Bekannte Träger eines Vollbartes sollen auch Jesus Christus, Johannes der Täufer oder Moses gewesen sein. Der Vollbartträger Friedrich I. (um 1122–1190) erhielt den Beinamen Barbarossa (ital.: für Rotbart).

## Redewendungen und Ausdrücke
- In seinen Bart hinein lügen (auf eine unverschämte Art lügen. Unter Umständen entstanden aus der Gewohnheit, bei seinem Barte zu schwören),
- beim Barte des Propheten schwören (islamischer Raum),
- etwas in den Bart hinein murmeln (etwas leise oder verschämt aussprechen, so dass es die Umgebung kaum wahrnehmen kann).
- um des Kaisers Bart streiten (um nichtige Dinge streiten)[15],
- einem etwas in den Bart sagen (Jemanden etwas ohne Scheu sagen)[3],
- etwas hat einen langen Bart (eine lange Geschichte / Hintergrund).[12]

Teilweise verächtlich werden Ausdrücke wie z. B. ein Graubart sein, auch Silberbart, für ältere Männer verwendet.